# La Merveilleuse Journée (film, 1932)
Pour plus de détails, voir Fiche technique et Distribution.
La Merveilleuse Journée est un film français réalisé par Robert Wyler et Yves Mirande, sorti en 1932.

## Synopsis
L'aide pharmacien Blaise est l'amant de la pharmacienne, Madame Pinède, qu'il retrouve régulièrement dans l'arrière boutique remplie de naphtaline. Un jour, Monsieur Pinède dit à Blaise que tous les commis précédents sentaient la naphtaline, ce qui rend Blaise jaloux, comprenant qu'il n'est pas le premier amant de Madame Pinède. Sur les conseils de son infirmière, Monsieur Felloux, un malade neurasthénique, souhaite quitter Cassis pour une convalescence à Juan-les-Pins, ville réputée pour être plus vivante et gaie.
Par dépit amoureux, Blaise accepte de l'accompagner. Arrivés à Juan-les-Pins, M. Felloux et Blaise vont jouer au casino où ce dernier gagne une grosse fortune. Des hommes intéressés tentent de lui vendre un collier et un château. Blaise refuse de premier abord. Au cours de la soirée, il aperçoit une belle dame seule qui erre dans le casino et tombe amoureux d'elle. Il finit par acheter le collier qu'il lui offre. Il désire également lui offrir le château, mais il lui manque une petite somme pour l'obtenir. Aussi, il repart jouer à la roulette espérant gagner le montant qui lui manque, mais il perd tout ce qu'il avait gagné. Ruiné, il repart à Cassis espérant récupérer sa place d'aide pharmacien, mais il a été remplacé.
Ayant compris que Blaise a tout perdu pour elle, la dame du casino vient le rejoindre et lui propose de revendre le collier. Ainsi, ils pourront ensemble acheter une pharmacie.

## Fiche technique
- Titre : La Merveilleuse Journée
- Réalisation : Robert Wyler et Yves Mirande, d'après la pièce éponyme d'Yves Mirande et Gustave Quinson
- Scénario et dialogues : Yves Mirande
- Décors : Lucien Aguettand
- Photographie : Raymond Agnel et René Colas
- Son : Robert Teisseire
- Montage : Léonide Moguy
- Musique : Jane Bos
- Société de production : Pathé-Natan
- Directeur de production : Pierre Delmonde
- Pays d'origine :  France
- Format : Noir et blanc - Son mono (RCA) - 1,37:1
- Genre : Comédie
- Durée : 87 minutes
- Date de sortie : 
  - France - 23 novembre 1932

## Distribution
- Frédéric Duvallès : Blaise, un aide-pharmacien à Cassis, aimé de son ardente patronne
- Florelle : Gladys
- Milly Mathis : la pharmacienne, l'ardente patronne de Blaise
- Jean Aquistapace : le pharmacien
- Mona Goya : la jeune femme
- Lucien Brûlé : Felloux
- Marcel Maupi : Octave
- Fichel : le bijoutier
- André Alerme : le docteur
- Albert Révérend : le vendeur de château
- Jeanne Bernard
- Anna Lefeuvrier
- Marthe Riche